# Acer cordatum
Acer cordatum — вид квіткових рослин з родини сапіндових (Sapindaceae).

## Опис
Дерева до 10 метрів заввишки, однодомні. Кора сіра, гладка. Гілочки тонкі, голі. Листя стійке: ніжка 1–3.5 см, тонка, гола; листкова пластинка яйцювата чи яйцювато-довгаста 3.5–9 × 1.5–4.5 см, абаксіально (низ) гола та злегка сітчаста, адаксіально гола, основа майже серцеподібна, нерозділена чи рідше 2- чи 3-лопатева, край майже цільний, віддалено пилчастий чи пилчастий, верхівка коротко загострена чи тупа. Суцвіття верхівкове на облисткованих гілочках, щиткоподібне, 3–5-квіткове. Чашолистків 5. Пелюсток 5, жовтувато-зелених. Тичинок 8, голі. Самари коричнево-жовті в зрілому віці; горішки опуклі, ≈ 4 × 3 мм, голі; крило з горішком 1.4–2(3.5) × ≈ 1 см, крила різносторонньо розпростерті. Квітне у квітні, плодить у вересні.

## Поширення
Вид є ендеміком південно-центрального й південно-східного Китаю: Аньхой, Фуцзянь, Гуандун, Гуансі, Гуйчжоу, Хайнань, Хубей, Хунань, Цзянсі, Сичуань, Юньнань, Чжецзян.
Населяє ліси, долини; на висотах від 200 до 1200 метрів.

## Використання
Немає інформації про використання та торгівлю цим видом.